# 1886 dans le catholicisme
Chronologie du catholicisme
- 1882
- 1883
- 1884
- 1885
- 1886
- 1887
- 1888
- 1889
- 1890

Cet article présente les faits marquants de l'année 1886 dans le catholicisme.

## Évènements
- 6 janvier : Encyclique Iampridem de Léon XIII sur le catholicisme en Allemagne
- 7 juin : Création de 7 cardinaux par Léon XIII
- 20 au 25 juin : Congrès eucharistique international à Toulouse.
- 22 août : Encyclique Quod Multum de Léon XIII sur la liberté de l'Église
- 14 septembre : Encyclique Pergrata de Léon XIII sur l'Église du Portugal
- 30 octobre : conversion de Charles de Foucauld.
- 25 décembre : conversion de Paul Claudel.

## Naissances
- 1er janvier : Olivier Maurault, prêtre sulpicien et historien canadien († 14 août 1968)
- 29 janvier : Joseph-Jean Heintz, prélat français, évêque de Metz († 30 novembre 1958)
- 7 février : Jules Halbert, prélat français, vicaire apostolique de Port-Vila et évêque titulaire d'Archelaïs (de) († 4 février 1955)
- 3 mars : René Aigrain, prêtre, enseignant et historien français († 23 mars 1957)
- 22 mars : Louis Picard, prélat belge et homme de médias († 29 mai 1955)
- 8 avril : Benjamín de Arriba y Castro, cardinal espagnol, archevêque de Tarragone († 8 mars 1973)
- 9 mai : Jozef Čársky, prélat slovaque, évêque auxiliaire de Košice et évêque titulaire de Thagora (de) († 11 mars 1962)
- 11 mai : Auguste Jauffrès, prélat français, évêque de Tarentaise puis évêque titulaire d'Arsennaria (de) († 21 octobre 1972)
- 23 mai : Victor Martin, prêtre, auteur et universitaire français († 4 septembre 1945)
- 25 mai : Archange Godbout, prêtre franciscain, prédicateur, enseignant, historien et généalogiste canadien († 23 mai 1960)
- 28 mai : Bernard Roland-Gosselin, prêtre et philosophe thomiste français († 23 mars 1962)
- 26 juin : James Francis McIntyre, cardinal américain, archevêque de Los Angeles († 16 juillet 1979)
- 13 juillet : Edward J. Flanagan, prêtre et pédagogue américain († 15 mai 1948)
- 23 juillet : Rodolphe Hoornaert, prêtre et essayiste belge, cofondateur d'une congrégation († 30 octobre 1969)
- 28 juillet : 
  - Marcel Jousse, prêtre jésuite, anthropologue et auteur français († 14 août 1961)
  - Gustavo Testa, cardinal italien de la Curie, diplomate du Saint-Siège et archevêque titulaire d'Amasea (de) († 28 février 1969)
- 26 août : Bienheureux Zéphyrin Namuncurá, séminariste salésien argentin († 11 mai 1905)
- 8 septembre : Stanislas Courbe, prélat français, évêque auxiliaire de Paris et évêque titulaire de Castorie (de) († 23 avril 1971)
- 21 septembre : Émile Blanchet, prélat français, évêque de Saint-Dié († 1er avril 1967)
- 27 septembre : Odon Casel, moine bénédictin et théologien allemand († 28 mars 1948)
- 24 octobre : Alois Grimm, prêtre jésuite, opposant au nazisme († 11 septembre 1944)
- 14 novembre : Paul Chevrier, prélat français, évêque de Cahors († 3 octobre 1968)
- 29 novembre : Joseph Anthony O'Sullivan, prélat canadien, archevêque de Kingston († 6 juin 1972)
- 5 décembre : Jean Flory, prêtre catholique, résistant et pédagogue français († 9 mai 1949)
- 16 décembre : Ángel Herrera Oria, cardinal espagnol, évêque de Malaga († 28 juillet 1968)
- 17 décembre : Hans Carls, prêtre allemand déporté à Dachau († 3 février 1952)
- Date précise inconnue : Barry O'Toole, prêtre bénédictin, aumônier militaire et engagé pour l'objection de conscience († 26 mars 1944)

## Décès
- 12 février : Pierre-Henri Gérault de Langalerie, prélat français, archevêque d'Auch (° 20 août 1810)
- 3 mars : Angelo Jacobini, cardinal italien de la Curie (° 25 avril 1825)
- 26 avril : Bernard A. Maguire, prêtre jésuite irlando-américain, président de l'Université de Georgetown (° 11 février 1818)
- 4 mai : Jean-François Jamot, prélat et missionnaire français au Canada, premier évêque de Peterborough (° 23 juin 1828)
- 5 mai : Louis Vautrey, prêtre et historien suisse (° 22 juin 1829)
- 21 mai : Pierre Le Breton, prélat français, évêque du Puy-en-Velay (° 25 avril 1805)
- 11 juin : Thomas Francis Hendricken, prélat irlando-américain, premier évêque de Providence (° 5 mai 1827)
- 15 juin : Saint Louis Marie Palazzolo, prêtre italien, fondateur des Sœurs des pauvres de Bergame (° 10 décembre 1827)
- 20 juin : Jules-Denis Le Hardy du Marais, prélat français, évêque de Laval (° 7 janvier 1833)
- 3 juillet : Bienheureuse Marie Anne Mogas Fontcuberta, religieuse espagnole, fondatrice des Franciscaines missionnaires de la Mère du Divin Pasteur (° 13 janvier 1827)
- 4 juillet : François-Xavier Gautrelet, prêtre jésuite et auteur spirituel français (° 15 février 1807)
- 8 juillet : Joseph Hippolyte Guibert, cardinal français, archevêque de Paris (° 13 décembre 1802)
- 23 juillet : François-Xavier Riehl, prélat et missionnaire français, vicaire apostolique de Sénégambie et évêque titulaire de Colophon (de) (° 5 janvier 1835)
- 18 août : Paul Dupont des Loges, prélat et homme politique français, évêque de Metz (° 11 novembre 1804)
- 3 septembre : Bienheureuse Marie Louise Velotti, religieuse stigmatisée italienne, fondatrice des Franciscaines adoratrices de la Sainte Croix (° 26 novembre 1826)
- 15 septembre : Carmine Gori-Merosi, cardinal italien de la Curie (° 15 février 1810)
- 10 octobre : Johann Evangelist Wagner, prêtre, enseignant et vénérable allemand (° 5 décembre 1807)
- 27 novembre : François Robitaille, prêtre français (° 10 juin 1800)
- 28 novembre : Charles-Jean Seghers, prélat et missionnaire belge au Canada, fondateur des missions en Alaska, archevêque-évêque des Îles Vancouver (° 26 décembre 1839)
- 11 décembre : Johann Baptist Franzelin, cardinal et théologien autrichien (° 15 avril 1816)